# Mario Siletti (Schauspieler, 1897)

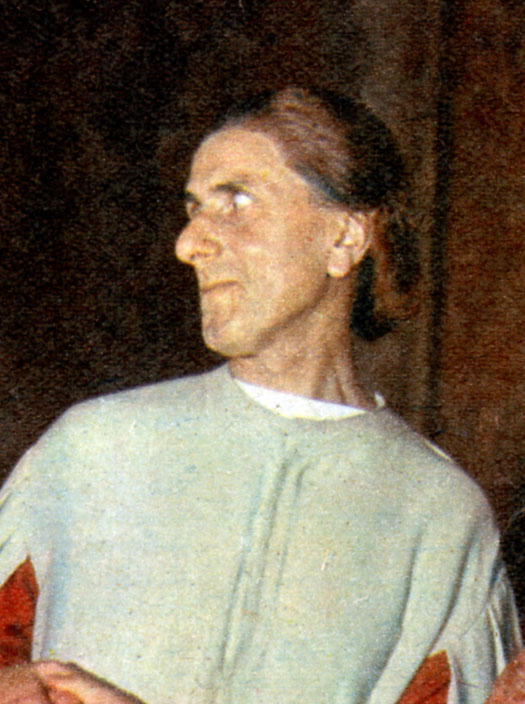
Mario Siletti, 1956

Mario Siletti (* 5. Februar 1897 in Turin, Piémont; † 17. März 1977 in Rom) war ein italienischer Schauspieler.

## Leben
Mario Siletti wurde 1897 in Turin geboren. Er diente im Ersten Weltkrieg. Nach der Entlassung aus dem Militärdienst schauspielerte er zunächst bei Aristide Baghetti und Elsa Merlini. In den folgenden Jahren trat er in zahlreichen Theatergruppen auf und gründete 1930 zusammen mit Dina Perbellini seine eigene Theatergruppe. 1932 gab er sein Debüt in einem Spielfilm, als er unter der Regie von Mario Bonnard in der Filmkomödie Cinque a zero als Mathematiklehrer auftrat. Siletti tritt aber danach weiter am Theater auf. Es folgen Auftritte mit Antonio Gandusio und Eva Magni, bevor er sich ab 1936 ausschließlich dem Kino widmet. In den folgenden Jahren trat Siletti in Filmen von Regisseuren wie Eugenio de Liguoro, Nunzio Malasomma, Gennaro Righelli, Giacinto Solito, Mario Mattòli, Dino Falconi und Oreste Biancoli auf.
Nach dem Ende des Zweiten Weltkriegs war Siletti neben seiner Filmarbeit auch wieder am Theater aktiv. Zusammen mit Franca Dominici bildete Siletti ab 1960 ein Schauspielerduo, das viele Jahre lang im Teatro della Muse in Rom auftrat. Er blieb bis ins hohe Alter als Schauspieler aktiv. Seinen letzten Auftritt hatte er 1975 im Fernsehdreiteiler La bufera.
Mario Siletti starb am 17. März 1977 in Rom im Alter von 80 Jahren.

## Filmografie (Auswahl)

### Kino
- 1932: Cinque a zero, Regie: Mario Bonnard
- 1937: Lasciate ogni sperenza, Regie: Gennaro Righelli
- 1939: Eravamo sette vedove, Regie: Mario Mattòli
- 1940: San Giovanni decollato, Regie: Amleto Palermi
- 1940: La figlia del corsaro verde, Regie: Enrico Guazzoni
- 1942: ari nella nebbia, Regie: Gianni Franciolini
- 1942: Lüge einer Sommernacht (4 passi fra le nuvole)
- 1943: I nostri sogni, Regie: Vittorio Cottafavi
- 1944: La locandiera, Regie: Luigi Chiarini
- 1945: La casa senza tempo, Regie: Andrea Forzano
- 1946: Eugenia Grandet, Regie: Mario Soldati
- 1946: Aquila nera, Regie: Riccardo Freda
- 1948: Arrivederci, papà!, Regie:n Camillo Mastrocinque
- 1950: Tototarzan, Regie: Mario Mattòli
- 1950: Romanzo d’amore, Regie: Duilio Coletti
- 1951: Era lui, sì, sì!, Regie: Marino Girolami, Marcello Marchesi und Vittorio Metz
- 1951: O.K. Nero (O.K. Nerone)
- 1951: Porca miseria, Regie: Giorgio Bianchi
- 1951: Il mago per forza, Regie: Marino Girolami, Marcello Marchesi und Vittorio Metz
- 1952: Don Camillo und Peppone (Don Camillo)
- 1952: È arrivato l’accordatore, Regie: Duilio Coletti
- 1953: Due notti con Cleopatra, Regie: Mario Mattòli
- 1953: L’incantevole nemica, Regie: Claudio Gora
- 1954: Teodora imperatrice di Bisanzio, Regie: Riccardo Freda
- 1955: Die große Schlacht des Don Camillo (Don Camillo e l’onorevole Peppone)
- 1955: Le avventure di Giacomo Casanova, Regie: Steno
- 1955: Piccola posta, Regie: Steno
- 1958: La Loi de l’homme (È arrivata la parigina), Regie: Camillo Mastrocinque
- 1961: Hochwürden Don Camillo (Don Camillo monsignore… ma non troppo)
- 1961: Seine Exzellenz bleibt zum Essen (Sua Eccellenza si fermò a mangiare), Regie: Mario Mattòli
- 1962: I moschettieri del mare, Regie: Steno und Massimo Patrizi
- 1965: Io uccido, tu uccidi, Regie: Gianni Puccini
- 1966: La spia che viene dal mare, Regie: John O’Burges
- 1967: Quando dico che ti amo, Regie: Giorgio Bianchi
- 1970: Ninì Tirabusciò, la donna che inventò la mossa, Regie: Marcello Fondato

### Fernsehen
- 1965: Resurrezione, Miniserie
- 1967: L’Affaire Kubinsky (L’affare Kubinsky), Regie: Giuseppe Di Martino
- 1968: Le mie prigioni (Miniserie, Regie: Sandro Bolchi)
- 1971: All’ultimo minut, Fernsehserie, Regie: Ruggero Deodato
- 1972: Il giudice e il suo boia, Fernsehfilm, Regie: Daniele D’Anza
- 1975: La bufera, Miniserie